# Cicatrices del alma
Cicatrices del alma é uma telenovela mexicana produzida por Eugenio Cobo para a Televisa e exibida pelo Canal de las Estrellas entre 29 de setembro de 1986 e 25 de março de 1987.
Foi protagonizada por Norma Herrera e Germán Robles e antagonizada por Gregorio Casal.

## Sinopse
Elvira é uma mulher infeliz, que tem suportado durante anos o maltrato e a humilhação do seu cruel marido Octavio, além de sofrer o desprezo dos seus filhos mal agradecidos, Lucila e Alfredo. Isto lhe provocou uma mudança, em que ela se converte numa mulher frágil e insegura. Mas a vida lhe dará uma nova oportunidade para ser feliz, afim de ter uma herança milionária e de abrir as portas para um novo amor.

## Elenco
- Norma Herrera - Elvira
- Germán Robles - Imanol
- Gregorio Casal - Adolfo
- Rebeca Rambal - Lucila
- José Elías Moreno - Alfredo
- Delia Casanova - Blanca
- Juan Carlos Serrán - Sandro
- Magda Karina - Graciela
- Lucero Lander - Susana
- Luis Couturier - Federico
- Edgardo Gazcón - Francisco
- América Gabriel - Inés
- Socorro Bonilla - Hermana Refugio
- Héctor Ortega - Padre René
- Susana Kamini - Eleonora
- Rosario Gálvez - Pastora
- Beatriz Moreno - Panchita
- Abraham Stavans - Ramiro
- Iliana Ilisecas - Martha
- Ari Telch - Samuel
- Jaime Lozano - Martín
- Carmen Cortés - Rosa
- Rafael del Villar - Marco
- Rosa María Morales - Bertha
- Lilia Sixtos - María
- Irlanda Mora - Montserrat
- Azucena Rodríguez - Madre Superiora
- Mario Alberto León - Pedro
- Antonio Farré - Darío
- Isaura Espinoza - Diana
- Elizabeth Dupeyrón - María José
- Aurora Molina - Dolores
- Armando Calvo - Don Paco
- Úrsula Álvarez - Natalia
- Antonio Farré - David
- Alda Rolán - Pilar
- Miguel Rodarte - Javier
- Susana Kamini - Eleonora

## Prêmios e indicações

### Prêmio TVyNovelas de 1987
| Categoria                 | Indicado(a)              | Resultado |
| ------------------------- | ------------------------ | --------- |
| Melhor atriz protagonista | Norma Herrera            | Indicado  |
| Melhor ator antagonista   | Gregorio Casal           | Indicado  |
| Melhor revelação feminina | Magda Karina             | Indicado  |
| Melhor escritor           | Eric Vonn e Liliana Abud | Indicado  |